# Beta vulgaris var. cicla
Beta vulgaris var. cicla, la acelga, es una subespecie de Beta vulgaris, al igual que las remolachas, betarragas y el betabel, aunque a diferencia de estas se cultiva para aprovechar sus hojas en lugar de sus raíces y sirve para el consumo en cualquier etapa de su período vegetativo.
Las acelgas, al igual que otras verduras de hoja verde, tienen hojas muy nutritivas, lo que las convierte en un componente popular de las dietas saludables. La acelga se ha utilizado en la cocina durante siglos, pero al ser la misma especie que la remolacha, los nombres comunes que los cocineros y las culturas han utilizado para la acelga pueden ser confusos; tiene muchos nombres comunes, como remolacha plateada, espinaca perpetua, espinaca de remolacha, remolacha seakale, o remolacha de hoja.

## Sinonimia
- Beta cicla L.
- Beta esculenta Salisb.
- Beta hortensis Mill.
- Beta rapa Dumort.
- Beta vulgaris subsp. cicla (L.) Schübl. & G.Martens
- Beta vulgaris subsp. esculenta (Salisb.) Cout.
- Beta vulgaris var. rapacea Willk.
- Beta vulgaris L.[5]

## Nombres comunes adicionales
Acelga, acelga bravía, acelga colorada, acelga común, acelga cultivada, acelga marina, acelga negra, acelgas, acelga castellana, acelga de campo, acelga silvestre, acelga loca, celga.

## Taxonomía
Beta vulgaris var. cicla fue descrita por Carlos Linneo y publicado en Species Plantarum 1: 222. 1753.
El nombre científico Beta vulgaris var. cicla, la remolacha-espinaca se encuadra en la familia Chenopodiaceae, tribu Cyclolobae (ubicada en Amaranthaceae según el sistema de clasificación filogenética APG. La remolacha, la espinaca o las acelgas para cortar producen una gran roseta de hojas con pecíolos finos. Hoy en día se cultiva muy poco excepto en Italia bajo el nombre de erbette.
Esta planta, dicotiledónea, apétala, deriva de la remolacha marina (en la actualidad clasificada como Beta vulgaris L. subsp. maritima (L.) Arcang. que es espontánea en las costas marítimas de Europa.
La acelga es una planta muy parecida a la remolacha, aunque esta última se derivó de la misma especie silvestre pero seleccionándola por sus raíces carnosas en lugar de por sus tallos y sus hojas.

## Historia
Originaria del sur y del Atlántico de Europa, como se ha mencionado la remolacha-espinaca deriva de las remolachas marítimas. Fue distribuida por los fenicios en varios puntos del área mediterránea con el nombre de beta sicula y luego beta cicla entre los romanos. En arameo se llama Silka y luego silq en árabe. Varios autores de la Antigüedad lo mencionan, entre ellos Plinio el Viejo. Era entonces de uso común entre los más pobres.
Fue introducida en China antes de 850. Es el tipo primitivo de remolacha-espinaca, cultivada desde la antigüedad, que se menciona entre las plantas vegetales recomendadas en el Capitulare de villis vel curtis imperii de tiempos de Carlomagno  con el nombre de beta, sin saber con precisión si se trataba de variedades cultivadas por sus raíces o por sus hojas. En el siglo XIV, tanto el Viandier como el Ménagier de Paris contenían recetas. En 1600, Olivier de Serres clasificó las “acelgas o reparadas” entre las hortalizas de hoja del huerto de verano. Precisa que la acelga se recoge cortándola sin arrancarla, para que produzca durante toda la temporada.

## Formas de cultivo
Existen dos formas básicas de cultivo de la acelga. Sus nombres científicos han cambiado con frecuencia y se han clasificado como subespecies, variedades o formas. Mientras tanto, todas las formas cultivadas sólo se agrupan en grupos de cultivares dentro de Beta vulgaris subsp. vulgaris.
- Tallo o acelga nervuda (Beta vulgaris subsp. vulgaris grupo flavescens, Sinonimia: Beta vulgaris subsp. flavescens, Beta vulgaris subsp. cicla var. flavescens, Beta vulgaris subsp. vulgaris var. flavescens), también conocido como tallo de col, especialmente en Suiza, se caracteriza por los nervios centrales de las hojas, que sobresalen fuertemente. Éstas se consumen junto con los largos tallos (de ahí el nombre de acelga) como [[espárragos de verdura|espárragos-como] verduras. Las nervaduras pueden ser de color blanco o rojizo. Estas últimas tienen un sabor aromático más intenso. El término despectivo "espárragos de los pobres" está pasando cada vez más a un segundo plano, ya que la acelga es una verdura popular de verano y otoño cuando se prepara adecuadamente. A principios de primavera, las hojas recién brotadas constituyen la primera verdura verde.

- Acelga cortada o acelga de hoja, col mordida o col romana (Beta vulgaris subsp. vulgaris grupo Cicla, sinónimos Beta vulgaris subsp. cicla, Beta vulgaris subsp. cicla var. cicla, Beta vulgaris subsp. vulgaris var. cicla) brotan nuevas hojas tras el corte, que pueden cosecharse de nuevo. Es resistente, vuelve a brotar en primavera y puede cosecharse inmediatamente. Algunas formas con tallos de hojas amarillas o rojas también se utilizan como planta ornamental.

## Descripción
Es una planta herbácea resistente bianual (florece en el segundo año de su cultivo) cultivada como anual por sus hojas y nervaduras.  Se caracteriza por sus grandes hojas y a menudo ampolladas, de color verde brillante o rojizo y nervadas; los pecíolos (llamados comúnmente pencas) son anchos y carnosos blancos, amarillos o rojos, según la variedad. El limbo varía del amarillo verdoso al rojo vinoso.

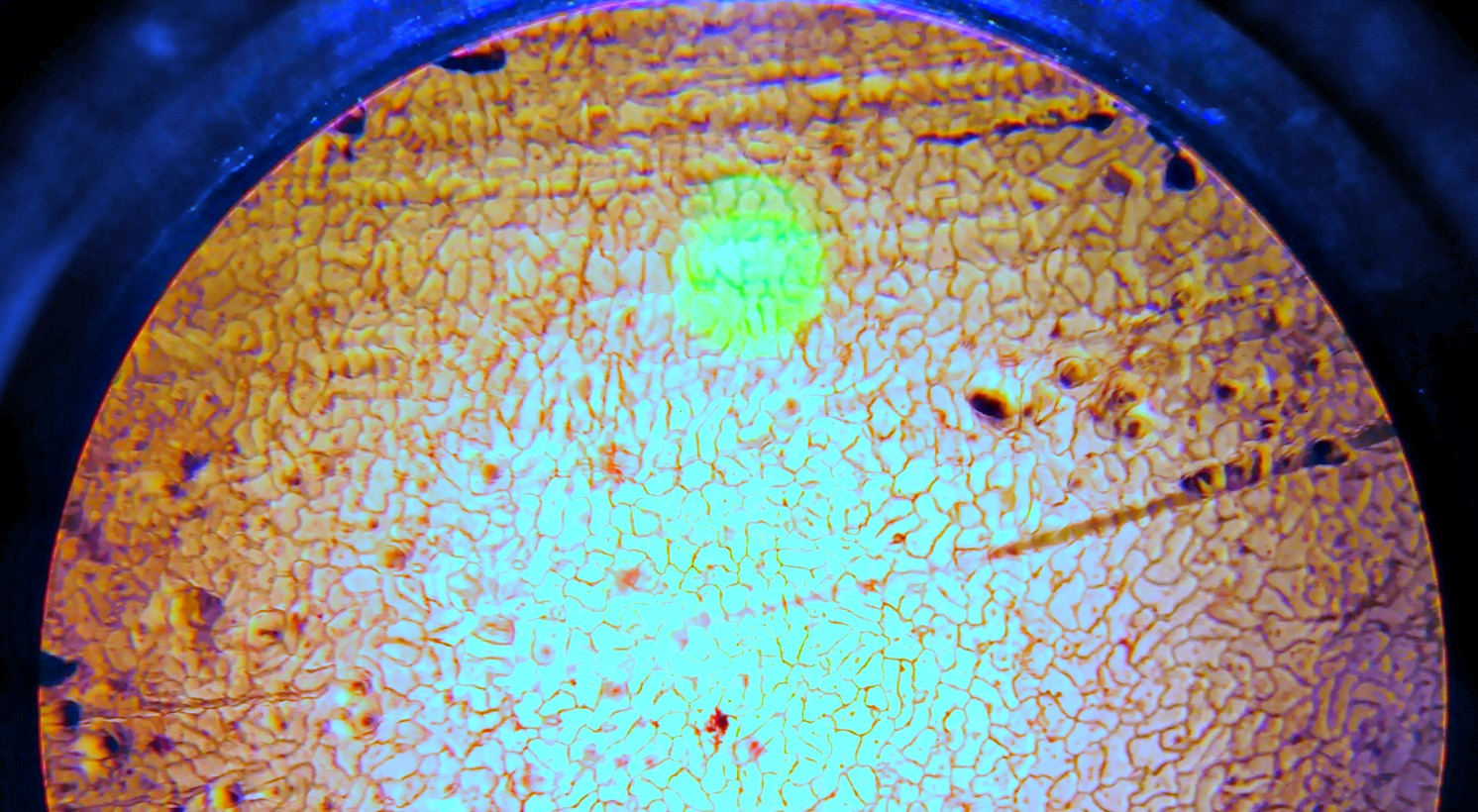
Imagen de microscopía de epidermis de acelga.

El tallo floral aparece el segundo año, en verano, de julio a septiembre. Puede alcanzar 2 m de altura. Las flores se agrupan en largas panículas en la parte superior o en las axilas de las hojas. Son polinizadas por el viento (anemófilas).
Los frutos, una especie de glomérulos, contienen varias semillas marrones brillantes.

## Distribución geográfica
Como se ha indicado más arriba por su origen, es nativa de Europa meridional, donde crece espontánea en la región mediterránea. Existen numerosas variedades debido a que se cultiva extensamente en todas las zonas templadas del mundo. La variedad cultivada tiene una raíz más tuberosa que la silvestre.

## Uso culinario

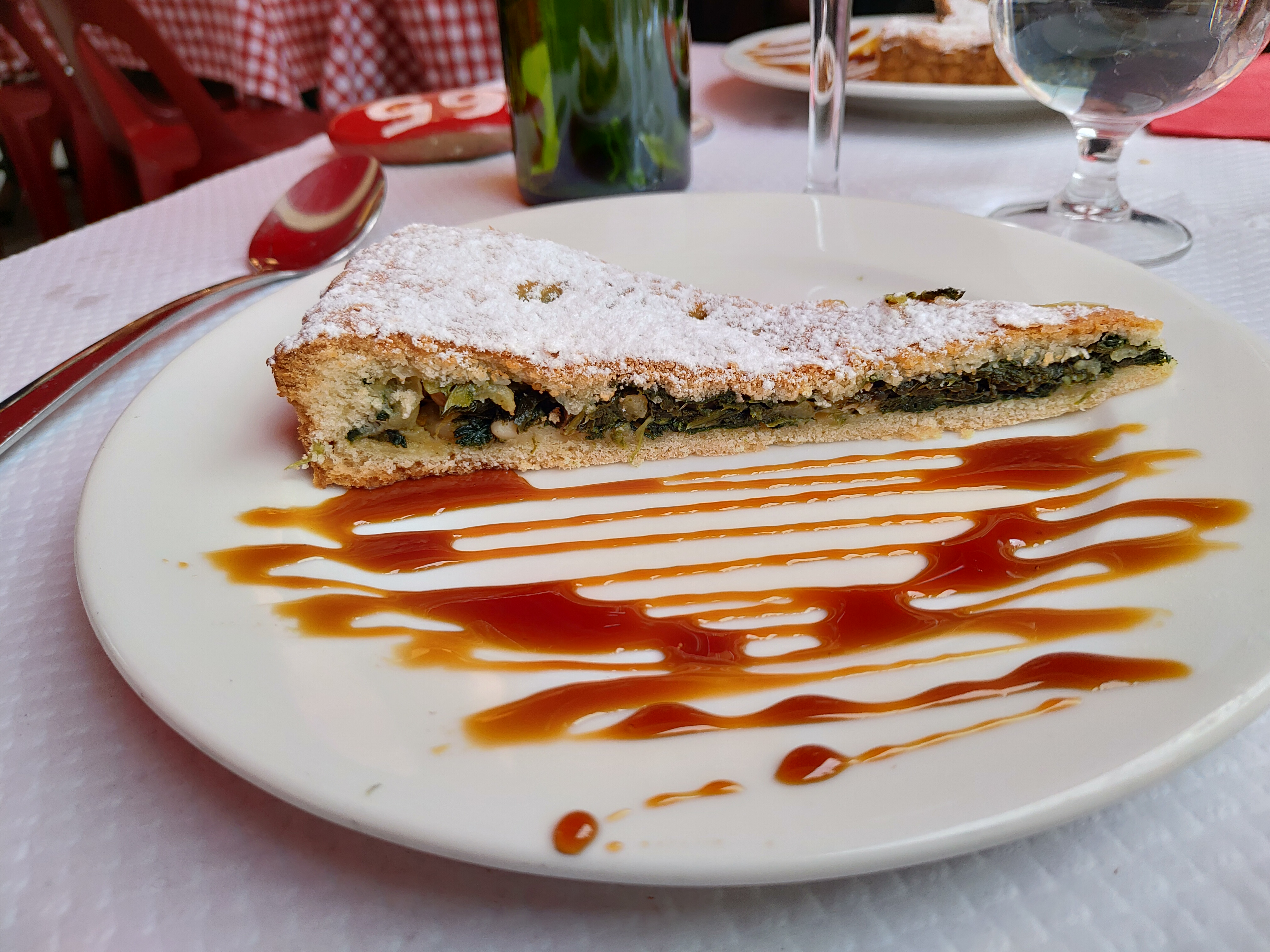
Torta de acelgas, típica de Niza.

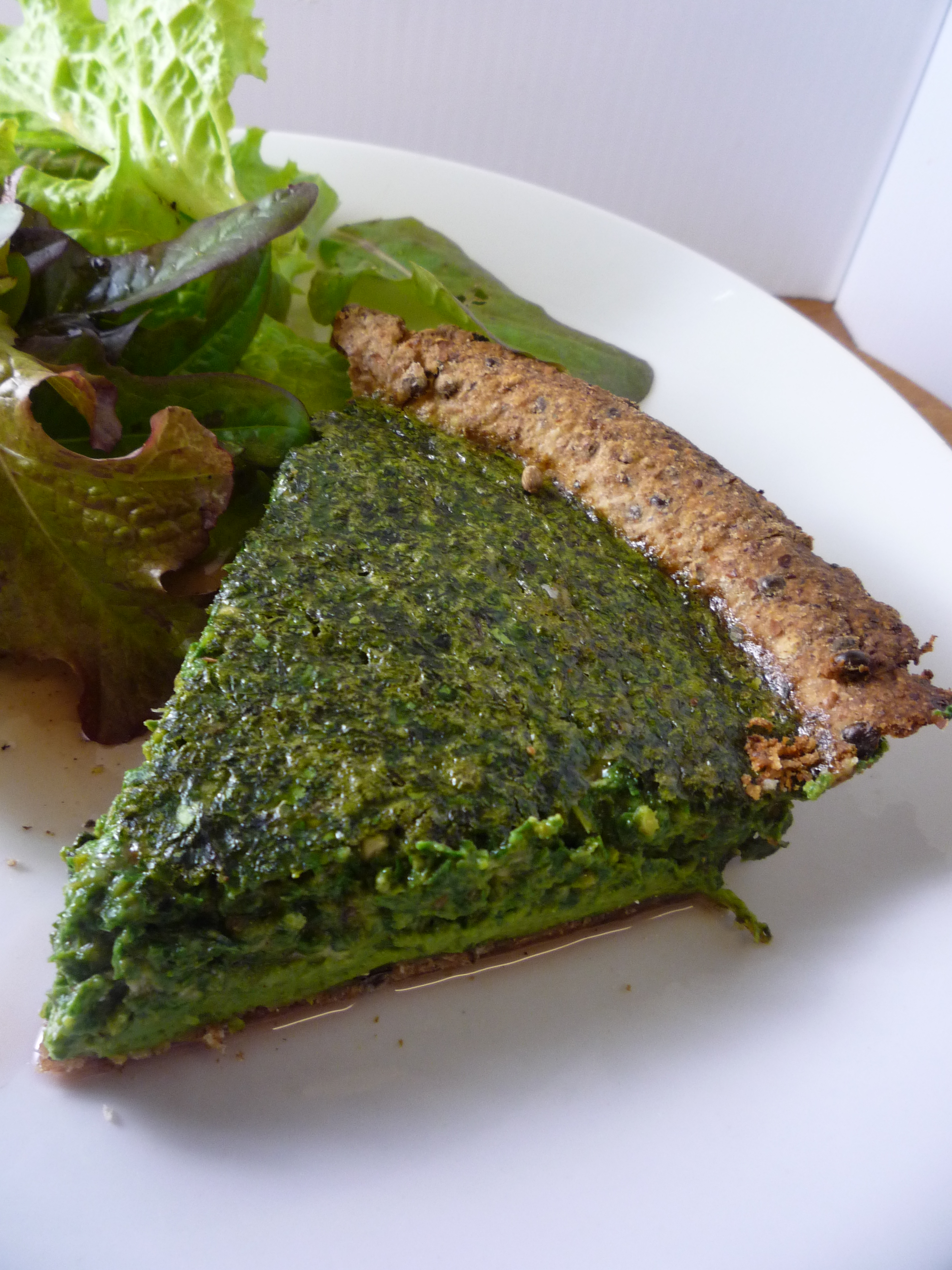
Una porción de tarta de queso y acelgas, tarte al d'jote, una tarta común de Nivelles, Bélgica.

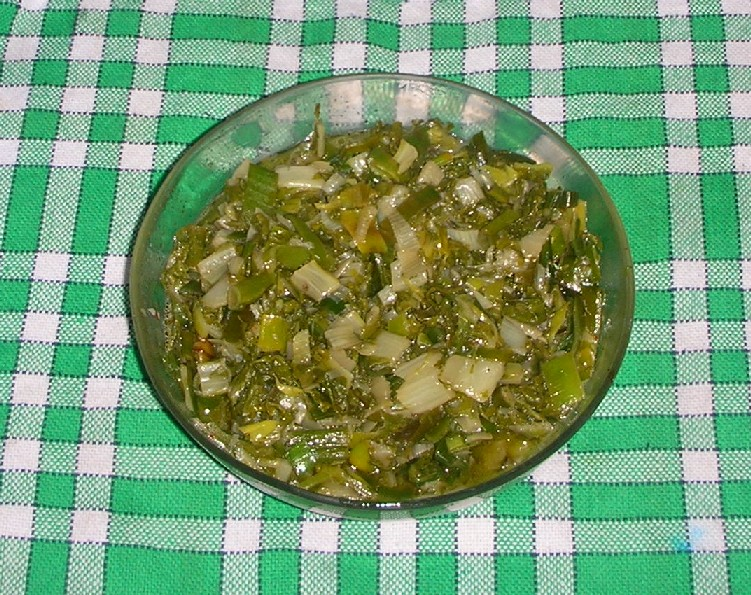
Acelgas con puerro y ajo.

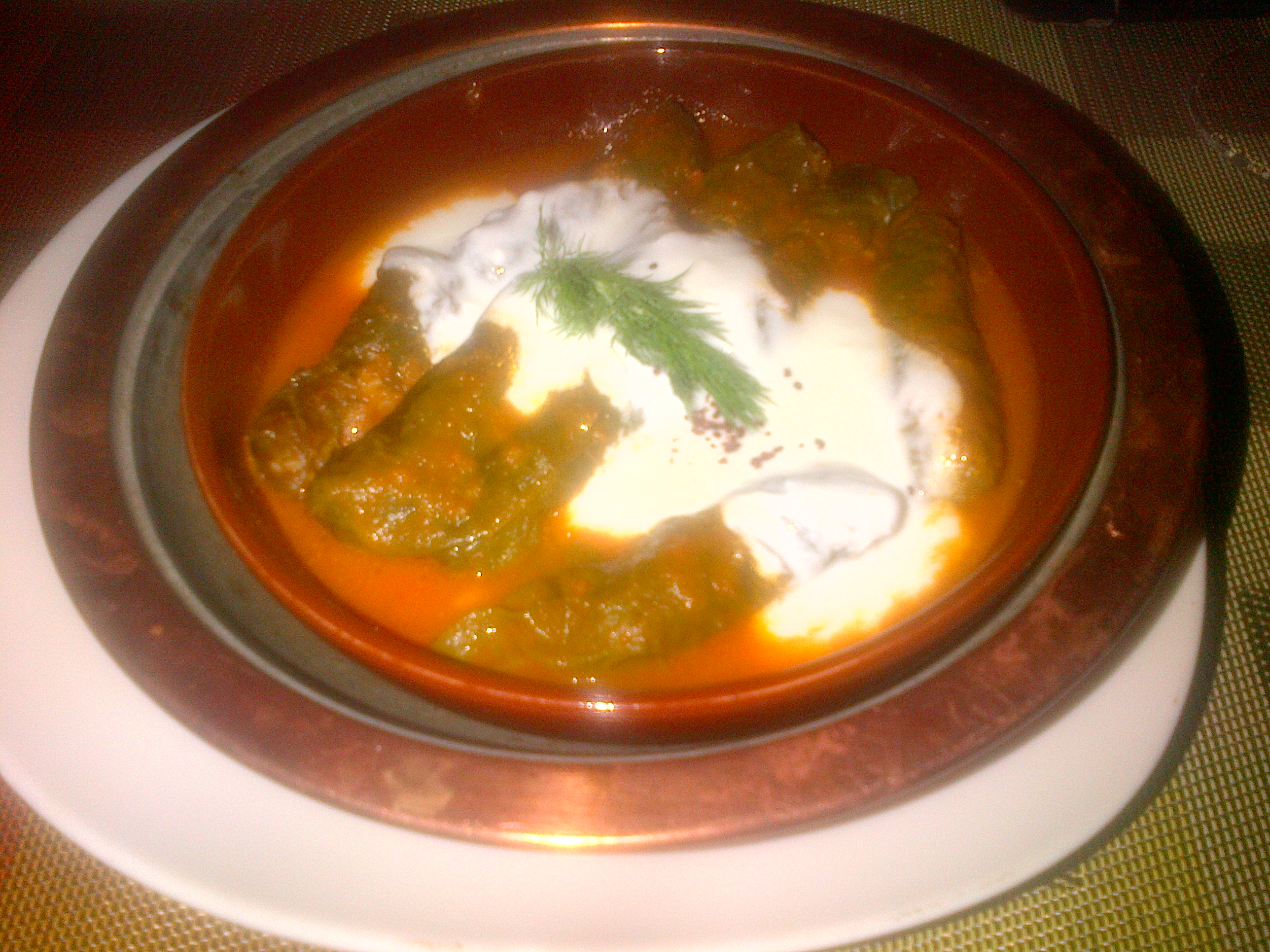
"Etli pazı sarma" ("sarma" de acelga con carne), de la cocina turca, con salsa de yogurt con ajo encima.

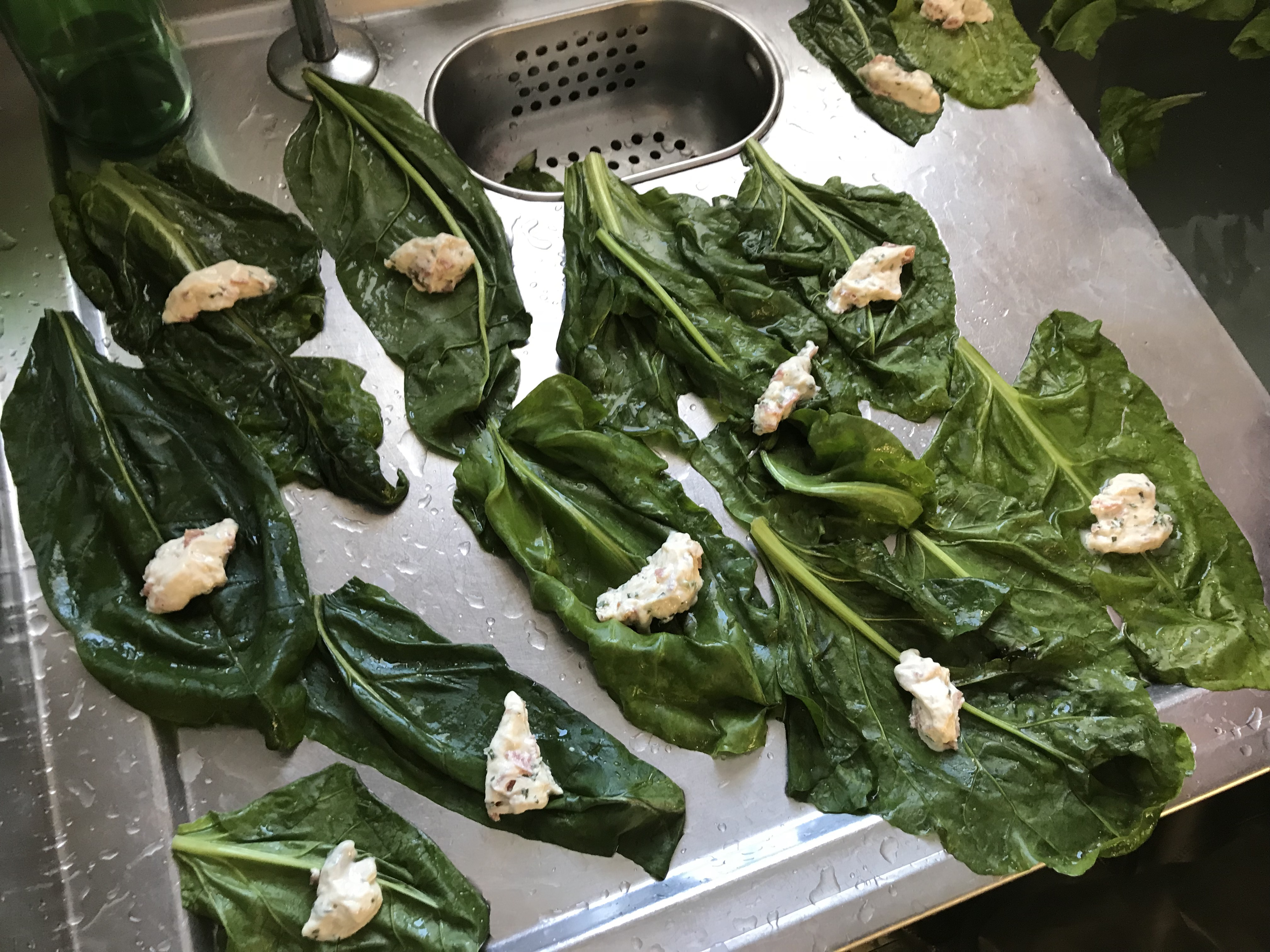
Capuns suizos.

Se puede consumir cruda en ensaladas, o cocinada.

Se consume toda la planta, incluidas las pencas de las hojas, si se recolecta cuando estas son pequeñas (menos de 20 cm), pero si se dejan crecer es mejor desechar la penca ya que tiende a amargar. Se cocina igual que la espinaca, de la cual es pariente. Las plantas muy tiernas se pueden consumir crudas en ensaladas.
Planta muy popular, en el mercado se la puede encontrar tanto fresca como congelada. Se come cocida, sofrita, sola o con patatas u otro acompañamiento. Las pencas (el nervio central y el peciolo de las hojas) a veces se hacen libritos con jamón. Sustituye a las espinacas durante los meses de verano.
Los capuns son un plato tradicional del cantón de los Grisones en Suiza, que se elabora principalmente en la parte oriental. Se preparan con masa spätzle (harina, huevos, nata fresca, leche y pimienta de cayena) con trozos de carne seca, como Bindenfleisch y/o Salsiz (una salchicha cruda o ahumada de perfil rectangular), y se enrollan en una hoja de acelga. Se hierven en una salsa de caldo, leche y agua y se sirven cubiertos con queso rallado.
La acelga es uno de los ingredientes más comunes de la cocina croata en la región de Dalmacia, siendo conocida como "la reina del jardín dálmata" y utilizada de diversas maneras (cocida, en guisos, en Soparnik, etc.).
Es una verdura muy apreciada. Aporta vitaminas, fibra, ácido fólico y sales minerales con un alto contenido de agua (48%). Las hojas exteriores, que suelen ser las más verdes, son las que contienen mayor cantidad de vitaminas y carotenos.

## Variedades
Las variedades más conocidas son:
- 'Ginebra', 'Rey de invierno' o 'Lucullus', con pencas blancas y hojas rugosas.
- 'Ruby', 'Borgoña', 'Arco iris', con pencas gruesas y de color rojizo.[19]

## Contenido nutricional
En una porción de 100 gramos (3,5 oz), las acelgas crudas aportan 84 kilojulios (20,1 kcal) de energía alimentaria y tienen un rico contenido (> 19% del valor diario, VD) de vitaminas A, K y C, con un 122%, 1038% y 50%, respectivamente, del DV. También tienen un contenido significativo en las acelgas crudas la vitamina E y los minerales dietéticos magnesio, manganeso, hierro y potasio. Las acelgas crudas tienen un bajo contenido en hidratos de carbono, proteínas, grasas y fibra dietética.
Cuando las acelgas se hierven, el contenido de vitaminas y minerales se reduce en comparación con las acelgas crudas, pero siguen aportando proporciones significativas del VD (tabla).

## Propiedades
El jugo contiene hasta un 27% de sacarosa, además de coniferina, galactinol, vanillina y gran cantidad de ácidos orgánicos y azúcares. Uno de sus principios activos es betaína que transforma los triglicéridos en lipoproteínas. Entre los aminoácidos se encuentran la isoleucina, glutamina y arginina. Además se encuentran saponinas, derivados de la xantina y la colina.

## Riesgos de alergias
Se ha informado de  posibles casos muy raros de alergia (prurito, incluso shock anafiláctico) provocados por el contacto con hojas de espinacas o de acelgas crudas y/o por su ingestión, aunque la persona no sea alérgica al polen de espinacas. Una persona en estas condiciones es alérgica a las acelgas, los rábanos, los berros u otras verduras verdes.

## Uso ornamental
Esta planta también se utiliza mucho como planta ornamental, sobre todo en zonas públicas.
Los pecíolos de las variedades de distintos colores (amarillo, naranja, rojo bermellón o verde anís) y las formas del abundante follaje son espectaculares.
Las variedades ornamentales también pueden utilizarse en la cocina.

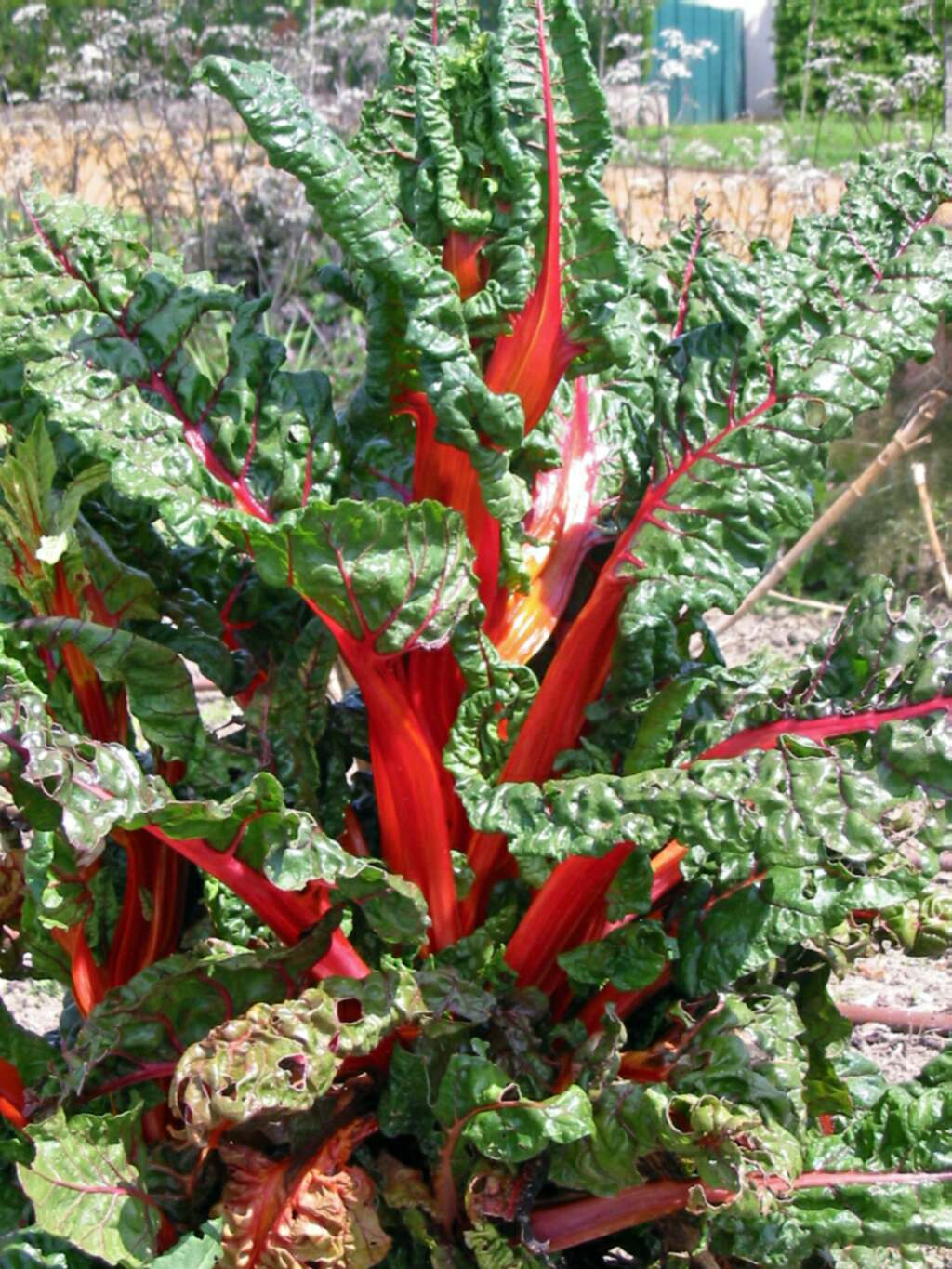
Acelga de tallos rojos

## Cultivo
Al igual que la remolacha, la acelga requiere un suelo fresco, profundo, bien suelto y rico en humus. La propagación se realiza mediante siembra directa en primavera, hacia abril.
Las hojas pueden cosecharse a partir de dos meses y medio después de la siembra, y se recolectan hasta las primeras heladas de otoño, excepto en el caso del cultivo en invernadero. Las hojas exteriores se eliminan progresivamente en el caso de las variedades de acelga, y se corta toda la planta en el caso de las variedades de acelga y espinaca, que forman nuevas hojas.
Los principales países productores son Francia, Italia y España.

## Imágenes

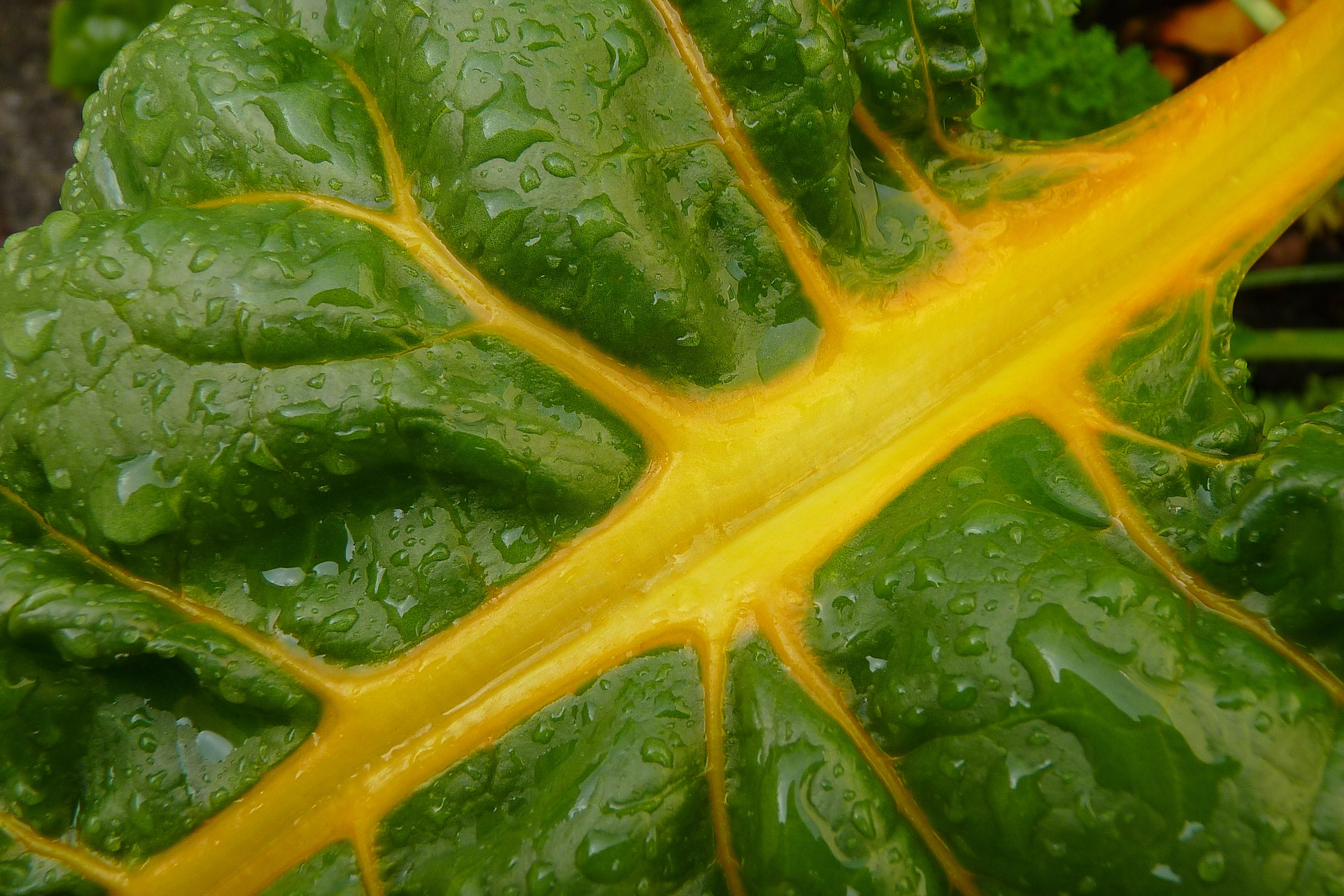
Acelga con tallo amarillo
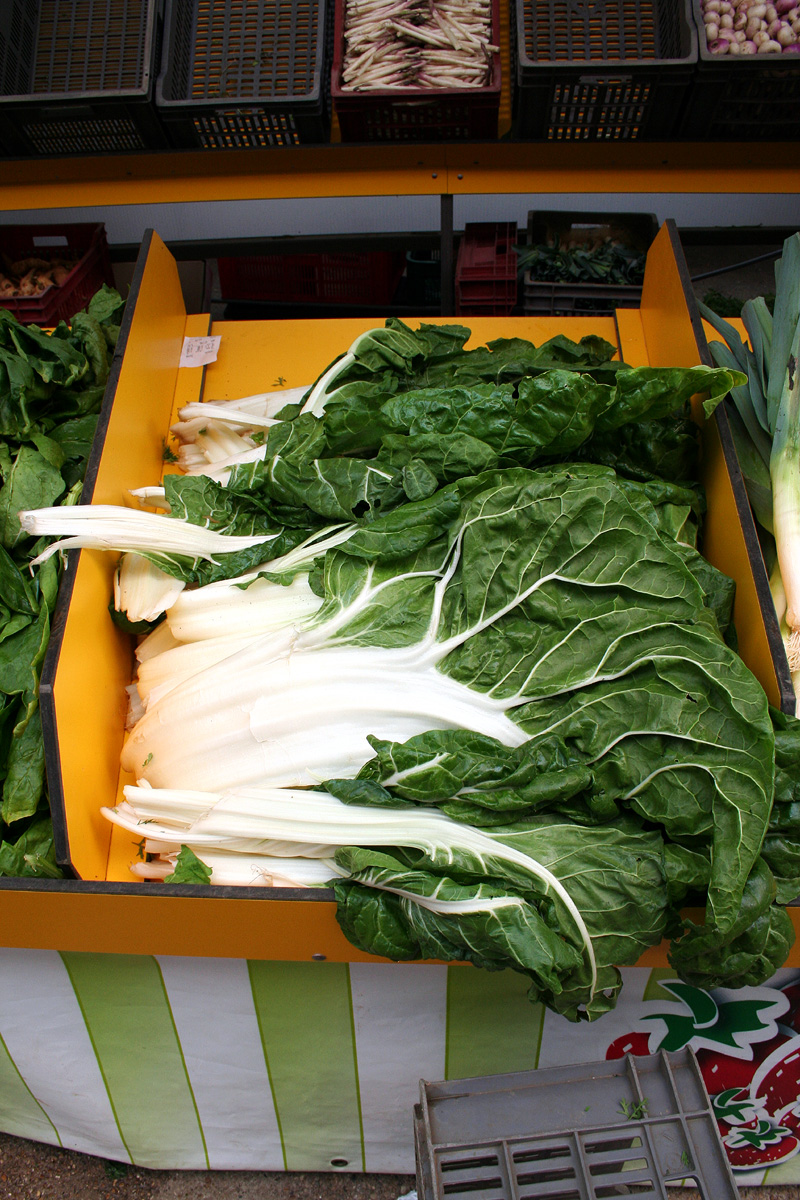
Acelga con tallo blanco
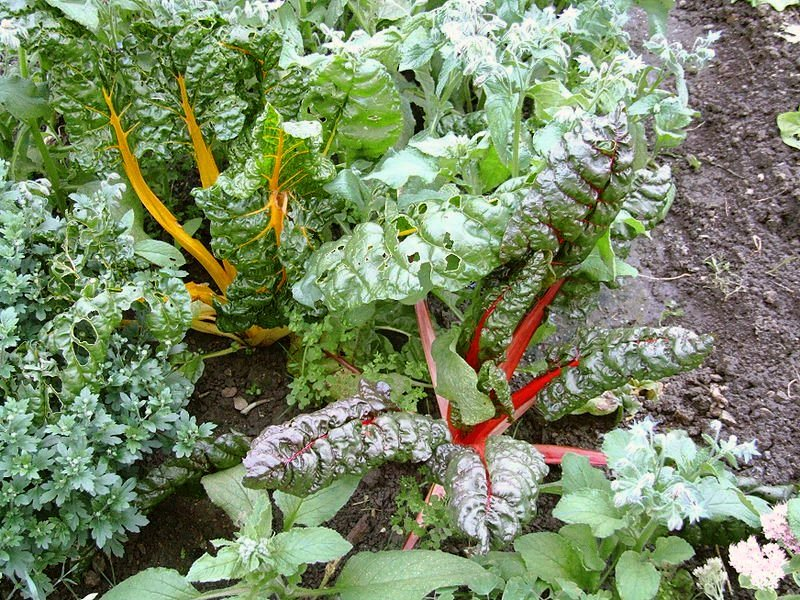
Acelga roja y amarilla
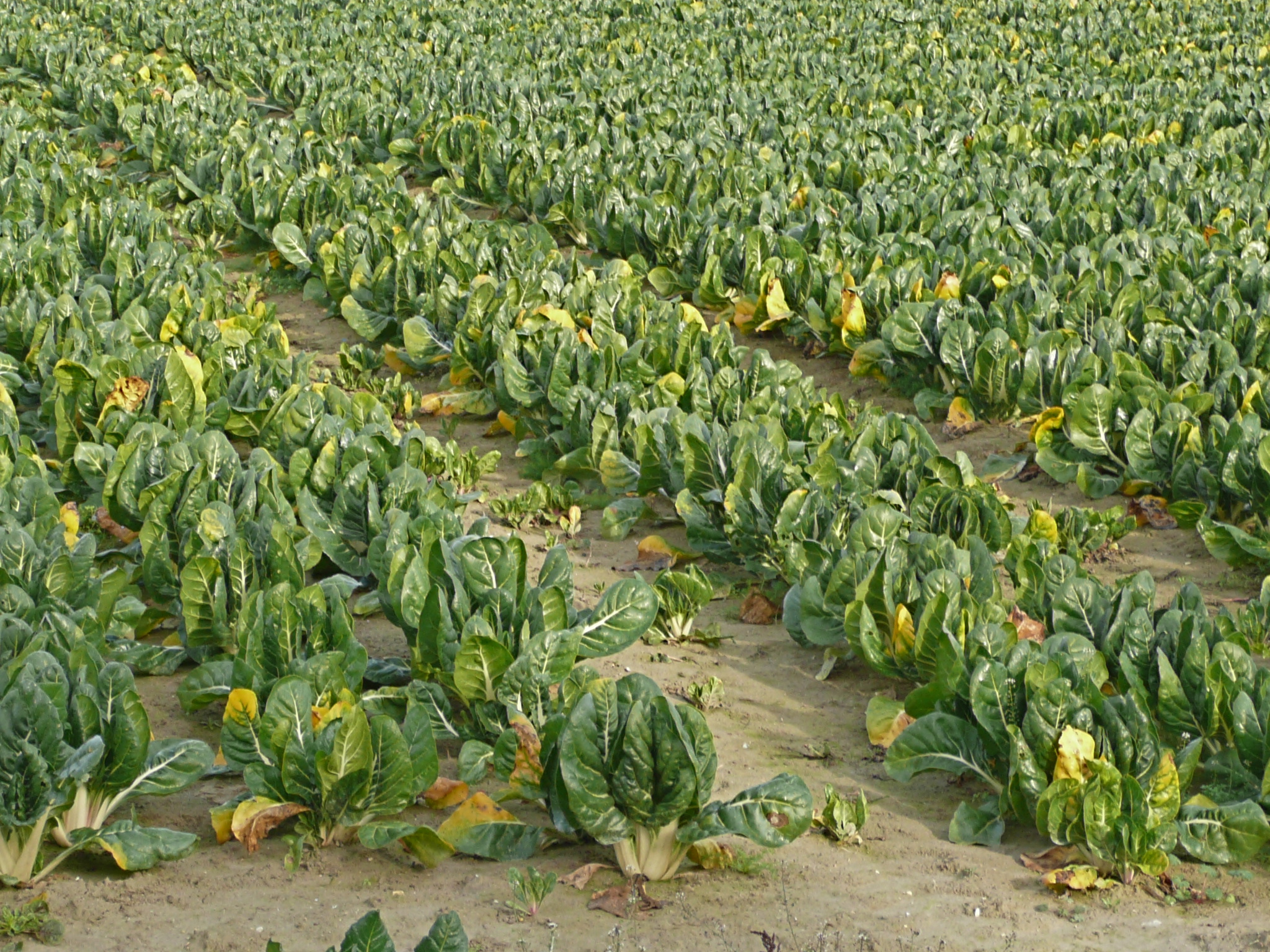
Acelga de la costa italiana
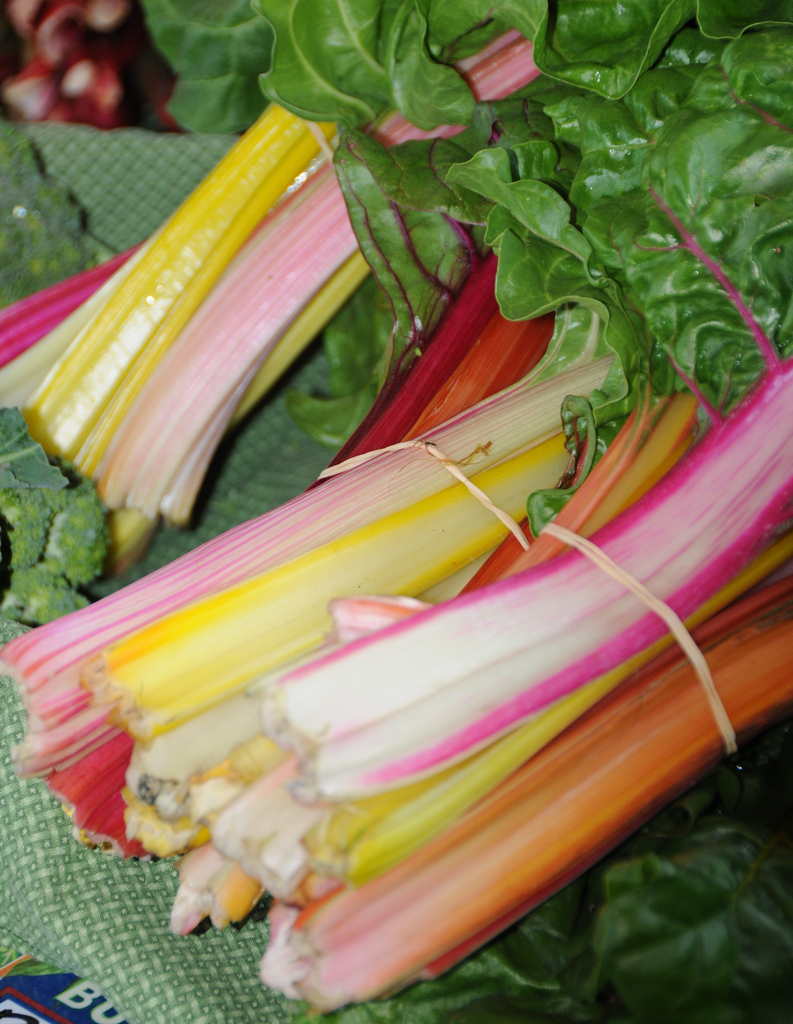
Acelgas con tallos de diferentes colores